# Carnaval de Natal (Rio Grande do Norte)
Natal, antigamente, era famosa por não ter carnaval. Porém, a cidade já deteve o título de terceiro maior carnaval do país. Mas o mesmo entrou em declínio e com a tragédia do Baldo em 1984 foi o ápice para que o evento fosse excluído do calendário e da "memória" da população da cidade.
Entretanto, a partir de 2006, a prefeitura da cidade começou com um projeto para revigorar o Carnaval de Natal. Importou uma ideia do Recife: a criação de pólos de carnaval; e em alguns pontos da cidade (Redinha, Ribeira, Centro Histórico e Ponta Negra), a Prefeitura deu apoio à instalação de palcos e contratação de cantores e bandas locais; serviços públicos como transporte e vigilância foram reforçados; foi feita ampla divulgação na mídia, para atrair o público. Todos os eventos são gratuitos.
Atualmente, a micareta Carnatal (que é a maior do país), realizada anualmente no mês de dezembro, literalmente roubou o lugar do carnaval da cidade e hoje é considerada uma "tradição" na capital potiguar.
Em âmbito estadual, o carnaval é muito mais forte e popular, tanto que a própria população natalense prefere ir pros carnavais de cidades do interior do Rio Grande do Norte, tais como Macau, Guamaré e Caicó, ou mesmo carnavais de cidades de outros estados.
Apesar disso, Natal recebe muitos turistas que buscam tranquilidade visando que na cidade ocorrem poucas festas durante essa época.